# Полный пока
«По́лный пока́» — русский веб-комикс, нерегулярно публиковавшийся с 20 ноября 2008 года по 19 октября 2010 года. Автор комикса — Александра «Альфина» Голубева, живущая в Санкт-Петербурге, выпускница кафедры теории языкознания филфака СПбГУ. Первые несколько выпусков комикс носил название «Полный и бесконечно обновляемый список личных качеств, из-за которых число моих друзей в четыре раза меньше потенциально возможного». В заголовке на своём сайте комикс описан как «это такие сосискообразные чуваки».
«Официально закрыт» в октябре 2010 года, причиной было указано, что автор «исписалась, по крайней мере, в этом формате».

## Персонажи и тематика
В комиксе восемь персонажей. Прототипами некоторых из них послужили реальные люди, в том числе прототипом Аси (наиболее часто появляющегося персонажа) является чувство юмора автора.
Комикс не имеет ярко выраженной тематики. Многие выпуски затрагивают темы социальных взаимоотношений, интернет-общения и неформальных молодёжных объединений. В комиксе описываются как обычные жизненные ситуации, так и события, носящие фантастический характер.

## Признание
С апреля 2009 года «Полный пока» в течение нескольких месяцев являлся лидером по популярности среди веб-комиксов, зарегистрированных на сайте «Рейтинг комиксов». На момент закрытия комикс занимал 5-е место.
В мае 2009 года для всех пользователей Живого Журнала стала доступна «гамма настроений» с героями «Полного пока», названная «full stop».
В июньском номере онлайн-журнала «Хроники Чедрика» за 2009 год, в статье, посвящённой комиксу, он назван «одним из немногих действительно классных русских веб-комиксов».
Один из авторов комикса «Hello ACY» Иван Хорошев положительно отзывался о комиксе и нарисовал по нему фан-арт.
Сайт «Мир фантастики» отмечал: «стрип-комикс „Полный пока“ был не только популярен в интернете, но и неплохо продался на бумаге, а ЖЖ входил в топ читаемых блогов (в те времена, когда такие топы имели значение)».

## Публикации
- Александра Голубева. Полный пока. — Санкт-Петербург: Комильфо, 1 августа 2009. — 32 с. — 2000 экз. — ISBN 978-5-91339-067-7.. Включает в себя часть ранее вышедших выпусков комикса и дополнительную историю, не опубликованную в интернете[7].
- Александра Голубева. Черное и белое, а также немного голубого и зеленого. — Санкт-Петербург: Комильфо, 15 декабря 2009. — 26 с. — 3000 экз. — ISBN 978-5-91339-085-1.. Новогодний спин-офф[8].